# Anopheles halophylus
Anopheles halophylus este o specie de țânțari din genul Anopheles, descrisă de Silva do Nascimento și Lourenço-de-oliveira în anul 2002. Conform Catalogue of Life specia Anopheles halophylus nu are subspecii cunoscute.